# 민본21
민본21은 2008년 9월 4일 발족된 한나라당 내 18대 초선의원 모임이다. 권영진, 권택기, 김선동, 김성식, 김성태, 김영우, 신성범, 윤석용, 정태근, 주광덕, 현기환, 황영철 등 12명이 발족하였다. 국가 경쟁력과 사회적 안전망 강화의 균형 있는 추구와, 새 정부의 올바른 국정 수행을 위한 건강한 문제제기를 목적으로, '일하는 국회, 한나라당의 미래지향적 변화'를 표방하고 있다.
한나라당의 개헌논의에 반대하는 등 개혁성향을 보이고 있다.  민본21의 주요사업에는 ①새 정부의 올바른 국정 수행을 위한 국민의 뜻에 기초한 건강한 문제제기 ②낡은 정치의 극복과 한나라당의 미래지향적 개혁 ③시대에 걸맞는 정책 생산 및 입법을 포함한 일하는 국회의 정립 ④웹 2.0 환경에 부응하는 시민사회와의 소통 등을 공동 추구가 있다.